# Alemania Oriental en los Juegos Olímpicos de Múnich 1972
Alemania Oriental estuvo representada en los Juegos Olímpicos de Múnich 1972 por un total de 297 deportistas que compitieron en 18 deportes.  
El portador de la bandera en la ceremonia de apertura fue el boxeador Manfred Wolke.

## Medallistas
El equipo olímpico de Alemania Oriental obtuvo las siguientes medallas:
| Nombre | Deporte               | Competición                     |
| --- | --------------------- | ------------------------------- |
| Oro |                       |                                 |
| Peter Frenkel | Atletismo             | 20 km marcha F                  |
| Wolfgang Nordwig | Atletismo             | Salto con pértiga M             |
| Renate Stecher | Atletismo             | 100 m F                         |
| Renate Stecher | Atletismo             | 200 m F                         |
| Monika Zehrt | Atletismo             | 400 m F                         |
| Annelie Ehrhardt | Atletismo             | 100 m vallas F                  |
| Monika Zehrt Dagmar Käsling Rita Kühne Helga Seidler | Atletismo             | 4 × 400 m F                     |
| Ruth Fuchs | Atletismo             | Jabalina F                      |
| Klaus Köste | Gimnasia artística    | Salto de potro M                |
| Karin Janz | Gimnasia artística    | Salto de potro F                |
| Karin Janz | Gimnasia artística    | Asimétricas F                   |
| Roland Matthes | Natación              | 100 m espalda M                 |
| Roland Matthes | Natación              | 200 m espalda M                 |
| Siegbert Horn | Piragüismo en eslalon | K1 M                            |
| Reinhard Eiben | Piragüismo en eslalon | C1 M                            |
| Walter Hofmann Rolf-Dieter Amend | Piragüismo en eslalon | C2 M                            |
| Angelika Bahmann | Piragüismo en eslalon | K1 F                            |
| Siegfried Brietzke Wolfgang Mager | Remo                  | Dos sin timonel (M2-) M         |
| Wolfgang Gunkel Jörg Lucke Klaus-Dieter Neubert (t) | Remo                  | Dos con timonel (M2+) M         |
| Dieter Schubert Frank Forberger Dieter Grahn Frank Rühle                                                                                                  | Remo                  | Cuatro sin timonel (M4-) M      |
| Plata |                       |                                 |
| Jörg Drehmel | Atletismo             | Triple salto M                  |
| Stefan Junge | Atletismo             | Salto de altura M               |
| Jochen Sachse | Atletismo             | Martillo M                      |
| Gunhild Hoffmeister | Atletismo             | 1500 m F                        |
| Bärbel Struppert Christina Heinich Evelyn Kaufer Renate Stecher                                                                                           | Atletismo             | 4 × 100 m F                     |
| Margitta Gummel | Atletismo             | Peso F                          |
| Jacqueline Todten | Atletismo             | Jabalina F                      |
| Hans-Jürgen Geschke Werner Otto | Ciclismo en pista     | Tándem M                        |
| Uwe Unterwalder Thomas Huschke Heinz Richter Herbert Richter                                                                                              | Ciclismo en pista     | Persecución por eqs. M          |
| Karin Janz | Gimnasia artística    | Concurso completo ind. F        |
| Erika Zuchold | Gimnasia artística    | Salto de potro F                |
| Erika Zuchold | Gimnasia artística    | Asimétricas F                   |
| Erika Zuchold Richarda Schmeißer Christine Schmitt Irene Abel Angelika Hellmann Karin Janz                                                                | Gimnasia artística    | Concurso completo por eqs. F    |
| Heinz-Helmut Wehling | Lucha grecorromana    | 62 kg M                         |
| Roland Matthes Klaus Katzur Hartmut Flöckner Lutz Unger                                                                                                   | Natación              | 4 × 100 m estilos M             |
| Roswitha Beier | Natación              | 100 m mariposa F                |
| Kornelia Ender | Natación              | 200 m estilos F                 |
| Gabriele Wetzko Andrea Eife Kornelia Ender Elke Sehmisch                                                                                                  | Natación              | 4 × 100 m estilos F             |
| Christine Herbst Renate Vogel Roswitha Beier Kornelia Ender                                                                                               | Natación              | 4 × 100 m libre F               |
| Ilse Kaschube Petra Grabowsky | Piragüismo            | K2 500 m F                      |
| Eckhard Martens Dietrich Zander Reinhard Gust Rolf Jobst Klaus-Dieter Ludwig (t)                                                                          | Remo                  | Cuatro con timonel (M4+) M      |
| Paul Borowski Konrad Weichert Karl-Heinz Thun | Vela                  | Dragon M                        |
| Equipo | Voleibol              | Torneo M                        |
| Bronce |                       |                                 |
| Hans-Georg Reimann | Atletismo             | 20 km marcha M                  |
| Hartmut Briesenick | Atletismo             | Peso M                          |
| Gunhild Hoffmeister | Atletismo             | 800 m F                         |
| Karin Balzer | Atletismo             | 100 m vallas F                  |
| Burglinde Pollak | Atletismo             | Pentatlón F                     |
| Peter Tiepold | Boxeo                 | Medio (71 kg) M                 |
| Jürgen Schütze | Ciclismo en pista     | 1000 m contrarreloj M           |
| Equipo | Fútbol                | Torneo M                        |
| Jürgen Paeke Reinhard Rychly Wolfgang Thüne Matthias Brehme Wolfgang Klotz Klaus Köste                                                                    | Gimnasia artística    | Concurso completo por eqs. M    |
| Karin Janz | Gimnasia artística    | Barra de equilibrio F           |
| Stefan Grützner | Halterofilia          | 110 kg M                        |
| Gerd Bonk | Halterofilia          | +110 kg M                       |
| Dietmar Hötger | Judo                  | –70 kg M                        |
| Lutz Unger Peter Bruch Wilfried Hartung Roland Matthes | Natación              | 4 × 100 m libre M               |
| Gudrun Wegner | Natación              | 400 m libre F                   |
| Harald Gimpel | Piragüismo en eslalon | K1 M                            |
| Wolfgang Güldenpfennig | Remo                  | Scull ind. (M1x) M              |
| Joachim Böhmer Hans-Ulrich Schmied | Remo                  | Doble scull (M2x) M             |
| Manfred Schneider Hartmut Schreiber Jörg Landvoigt Heinrich Mederow Manfred Schmorde Hans-Joachim Borzym Harold Dimke Bernd Landvoigt Dietmar Schwarz (t) | Remo                  | Ocho con timonel (M8+) M        |
| Marina Janicke | Saltos                | Trampolín 3 m F                 |
| Marina Janicke | Saltos                | Plataforma 10 m F               |
| Werner Lippoldt | Tiro                  | Rifle en tres posiciones 50 m M |
| Michael Buchheim | Tiro                  | Skeet M                         |